# Stazione di Città di Castello
La stazione di Città di Castello è una stazione ferroviaria della Ferrovia Centrale Umbra, e serve il centro abitato di Città di Castello.
La stazione è gestita da Rete Ferroviaria Italiana (RFI), mentre il servizio passeggeri è affidato a Trenitalia. 

## Storia
La stazione fu aperta per la linea a scartamento ridotto Arezzo-Fossato di Vico il 5 aprile 1886, ed era situata in Piazza Garibaldi, una zona più centrale alla città rispetto a dove ora è edificata. Nel 1944 la linea fu distrutta pesantemente dai bombardamenti della seconda guerra mondiale e dalla ritirata dell'esercito Tedesco, che per ritardare l'avanzata alleata fece saltare in aria la stazione, contribuendo alla mancata ricostruzione della linea. Si dovette aspettare fino al 1956 quando si decise di ripristinare il tratto Sansepolcro-Umbertide (sostituendo allo scartamento ridotto quello ordinario e utilizzando il sedime già approntato negli anni 30) per prolungare la linea per Terni.
Le tratte Arezzo-Sansepolcro e Monte Corona-Fossato di Vico non sono mai state riattivate: l'armamento dei binari è stato progressivamente smantellato, ed i fabbricati di stazione sono stati ristrutturati e destinati ad altro uso.
Dal 25 dicembre 2017 al 25 ottobre 2018 la stazione è stata chiusa per lavori di manutenzione di impianti e sostituzione dei binari. Attualmente la stazione è il capolinea temporaneo della linea proveniente solo da Perugia in attesa del ripristino della tratta fino a Sansepolcro.

## Strutture
Nella stazione sono presenti tre binari e un fabbricato viaggiatori. La stazione venne costruita nella posizione attuale nel 1950.

## Servizi
La stazione offre i seguenti servizi:
- Biglietteria a sportello
- Biglietteria automatica
- Sala d'attesa
- Servizi igienici
- Bar

## Interscambi
La stazione è raggiunta da autobus di linea.